# Кузяев, Андрей Равелевич
Андре́й Раве́левич Кузя́ев (род. 6 октября 1965, Пермь, СССР) — российский предприниматель, менеджер, основной владелец и председатель Совета директоров ООО «Пермская финансово-производственная группа», вице-президент ОАО «Лукойл».
Член президиума Некоммерческого партнерства по содействию деятельности промышленных предприятий и научно-исследовательских институтов и конструкторских бюро Пермской области «Сотрудничество».
Депутат Законодательного Собрания Пермской области первого (с 1994 года), второго (с 1997 года) и третьего (с 2000 года) созывов.
Основатель элитарного Строгановского клуба в г. Перми.
Председатель Совета предпринимателей «Россия-Венесуэла».

## Биография
Андрей Кузяев родился 6 октября 1965 года в Перми. Мать работала в школе, отец — на машиностроительном заводе. Семья проживала на улице Землячки, в рабочей Мотовилихе, в коммуналке. В детстве занимался плаванием и боксом.
Окончив с «похвальным листом» школу № 125, поступил в Пермский государственный университет на экономический факультет.
Во время учёбы в университете участвовал в стройотрядовском движении, создал собственный отряд «Север», занимавшийся сбором прибитых к берегам Вишеры брёвен и переправкой их в ЦБК. Создал первый в Перми и один из первых в СССР студенческий научный отряд, который занимался хоздоговорной исследовательской работой.
В 1987 году окончил университет по специальности «Планирование промышленности» с «красным» дипломом. После окончания университета работал экономистом на Пермском заводе «Коммунар», затем ассистентом кафедры политэкономии ПГУ.
В 1991—1993 годах принимал участие в создании Пермской товарной биржи (созданной по идее Е. С. Сапиро) и работал её управляющим.
В 1993 году окончил аспирантуру кафедры политэкономии МГУ им. М. В. Ломоносова.
С июня 1993 года — президент ТОО «Универсальный торговый дом».
В ноябре 1993 года АО «Пермская товарная биржа» реорганизовано в ОАО «Пермская финансово-производственная группа», которую Кузяев возглавил в должности президента. В период приватизации ПФПГ скупала акции ПО «Пермнефть».
С декабря 1993 года — президент АОЗТ "Торгово-промышленная компания «Нефтьсинтезмаркет».
С 1994 года — член Координационного совета «Круглый стол бизнеса России».
В 1996 (по другим данным, с ноября 1995 года) по 2003 годы генеральный директор ЗАО СП «Лукойл-Пермь», созданного на основе «Пермнефти».
В декабре 2000 года стал президентом Lukoil Overseas (LUKOIL Overseas Holding Ltd. — международное апстрим подразделение «Лукойла»). С сентября 2003 года — председатель совета директоров ЗАО «Лукойл-Пермь».
В 2003 году ПФПГ продал свой пакет в «Лукойл-Пермь» «Лукойлу».
С февраля 2004 года возглавляет РОО «Пермское землячество» в Москве, с 2005 года — вице-президент ОАО «Лукойл».
Являлся членом совета директоров ОАО «Пермский банк развития». В феврале 2007 года оказал поддержку проекту «Хребет России».
С 2015 года — президент АО «ЭР-Телеком». С октября 2018 года и генеральный директор. Компания в январе 2023 года завершила процесс корпоративной редомициляции — с декабря 2022 года МКАО "ЭР-Телеком Холдинг" вошло в реестр участников специального административного района (САР) на территории острова Октябрьский (Калининградская область).
Женат, трое детей.

## Состояние
Входит в рейтинг журнала Forbes с 2005 года. Занимает места с 70 (2007) по 90 (2008) с состоянием в 380 млн долларов США (2005) по 1 300 млн долларов США (2008). В 2010 году занимал 82 место с состоянием 850 млн долларов США. В 2021 году вошёл в рейтинг журнала Forbes «200 богатейших бизнесменов России», где занял 135 место с состоянием $850 млн.

## Собственность
Андрей Кузяев контролирует следующие компании:
- Пермская финансово-производственная группа[1].
- ЭР-Телеком[1].
- Нефтьсервисхолдинг[1]
- Банк Уральский финансовый дом[2].
- Морион

## Награды и звания
Андрей Кузяев имеет ряд государственных, ведомственных и церковных наград, среди которых:
- Орден Дружбы (1999)[4][11];
- Орден Почёта (2008)[12];
- Почетный гражданин Перми (2023)[13].
- Благодарность Президента Российской Федерации (2006)[14].

Андрея Кузяева называют «главным налогоплательщиком» Прикамья.

## Международные санкции
В октябре 2022 года попал под санкции Украины на 10 лет, а в феврале 2025 под сакнции Великобритании.